# Posolo Tuilagi
Posolo Tuilagi (Samoa, 28 de julio de 2004) es un jugador profesional samoano de rugby que se desempeña en la posición de segunda línea en Union Sportive Arlequins Perpignanais, equipo perteneciente a la liga Top 14.

## Carrera
Tuilagi es un jugador de formación francesa (JIFF). En 2010 comenzó su carrera deportiva con el equipo Union Sportive Arlequins Perpignanais, donde lleva jugando catorce temporadas.